# Alltid Nyheter
Alltid Nyheter var en av Sveriges Radio:s webbkanaler. Alltid Nyheter var en nyhetskanal som sände dygnet runt. Kanalen hade både egna reportrar och utnyttjade också Sveriges Radios samtliga redaktioner i hela landet, samt alla utrikeskorrespondenterna. Alltid Nyheter sändes under en försöksperiod fram till 1 juni 2012. Den kunde höras via mobilen, på webben och, för boende i Stockholm, Uppsala och Gävle, i DAB+.